# Mustafa Şentop

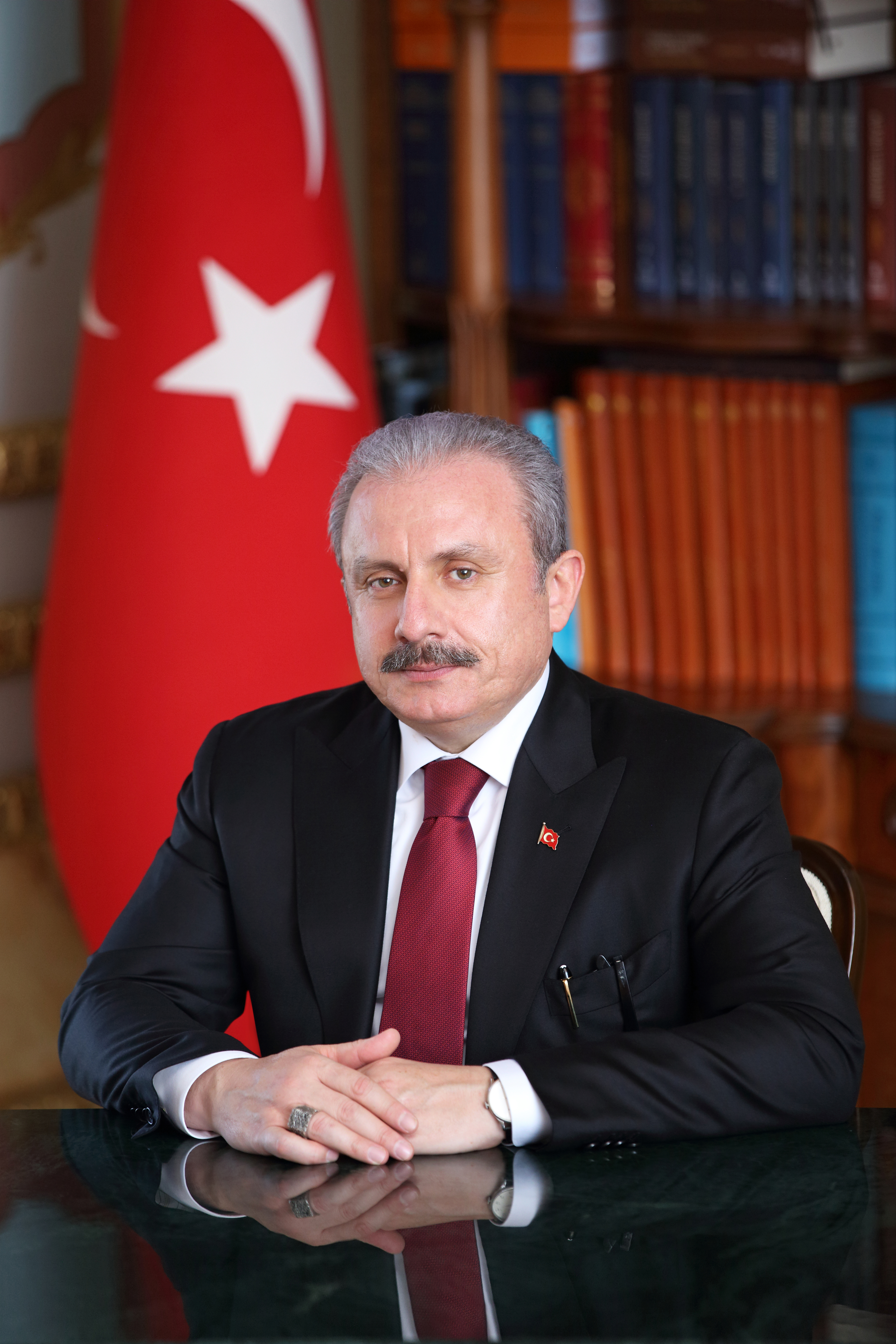
Mustafa Şentop, 2020

Mustafa Şentop (* 6. August 1968 in Tekirdağ) ist türkischer Jurist, Hochschullehrer, Parlamentsabgeordneter und seit 2018 Präsident der Großen Nationalversammlung der Türkei.

## Leben
Şentop ist Absolvent der Fakultät für Rechtswissenschaften an der Universität Istanbul. Şentop hat seinen Magister und das Promotionsstudium im Bereich des Öffentlichen Rechts an der Marmara-Universität abgeschlossen. 1993 begann dort seine akademische Laufbahn als wissenschaftlicher Mitarbeiter an der Fakultät für Rechtswissenschaften. Im Jahre 2002 promovierte Şentop, 2005 wurde er Doçent und 2011 ordentlicher Professor. Neben der Marmara-Universität war er als Dozent an der Fatih-, Maltepe-, Işık-, Doğuş- und der Handelsuniversität tätig. Darüber hinaus erfüllte er an der Marmara-Universität als Vize-Dekan und Fakultätsrat verschiedene administrative Aufgaben und war Mitglied des Verwaltungsrates der Fakultät.
Seit seiner Studienzeit arbeitete Şentop bei verschiedenen Zeitschriften als Autor und Redakteur. Des Weiteren war er Leiter des Ekonomik ve Sosyal Araştırmalar Merkezi  (ESAM, Wirtschafts- und Sozialforschungszentrum) in Istanbul.

## Politische Karriere
Mustafa Şentop ist Abgeordneter der AKP in der Großen Nationalversammlung der Türkei für den Wahlbezirk „Istanbul III“ und wurde am 4. Oktober 2012 zum Vizepräsidenten seiner Partei gewählt.

## Privates
Mustafa Şentop ist albanischer Herkunft, verheiratet und hat vier Kinder.